# Baron Gridley

Wappen der Barone Gridley

Baron Gridley, of Stockport in the County Palatine of Chester, ist ein erblicher britischer Adelstitel in der Peerage of the United Kingdom.
Der Titel wurde am 10. Januar 1955 für den konservativen Politiker und ehemaligen Unterhausabgeordneten Sir Arnold Gridley geschaffen. Heutiger Titelinhaber ist seit 1996 dessen Enkel als 3. Baron.

## Liste der Barone Gridley (1955)
- Arnold Gridley, 1. Baron Gridley (1878–1965)
- Arnold Gridley, 2. Baron Gridley (1906–1996)
- Richard Gridley, 3. Baron Gridley (* 1956)

Titelerbe (Heir Apparent) ist der Sohn des aktuellen Titelinhabers, Hon. Carl Gridley (* 1981).